# Presidenti della Provincia di Livorno
Elenco dei presidenti dell'amministrazione provinciale di Livorno.

## Regno d'Italia (1861-1946)

### Presidenti del Consiglio provinciale (1860-1927)
- Tommaso Mangani (1867-1876)
- Tito Malenchini (1876-1877)
- Giuseppe Cornero (1877-1878)
- Tito Malenchini (1878-1879)
- Michele Palli (1879-1882)
- Eugenio Sansoni (1883-1889)
- Matteo Maurogordato (1889-1892)
- Florestano de Larderel (1892-1895)
- Giovanni Patron (1895-1902)
- Vincenzo Mostardi Fioretti (1902-1905)
- Florestano de Larderel (1905-1914)
- Giuseppe Malenchini (1914-?)

### Presidenti della Deputazione provinciale (1889-1927)
| Nº  | Nº | Ritratto | Nome                                     | Mandato        | Mandato        | Partito |
| Nº  | Nº | Ritratto | Nome                                     | Inizio         | Fine           | Partito |
| --- | -- | -------- | ---------------------------------------- | -------------- | -------------- | ------- |
| 1   |    |          | Dino Malenchini                          | 1889           | 1902           |         |
| 2   |    |          | Amilcare Galeotti                        | 1902           | 1914           |         |
| 3   |    |          | Angelo Bonichi                           | 1914           | 1921           |         |
| –   |    |          | Saverio Bonomo (Commissario prefettizio) | 1922           | 19 luglio 1923 | —       |
| (3) |    |          | Angelo Bonichi                           | 19 luglio 1923 | 1927           |         |

### Presidi del Rettorato (1928-1944)
| Nº | Nº | Ritratto | Nome           | Mandato | Mandato       | Partito                    |
| Nº | Nº | Ritratto | Nome           | Inizio  | Fine          | Partito                    |
| -- | -- | -------- | -------------- | ------- | ------------- | -------------------------- |
| 1  |    |          | Angelo Bonichi | 1927    | 22 marzo 1931 | Partito Nazionale Fascista |
|    |    |          | ?              | ?       | ?             | Partito Nazionale Fascista |

## Italia repubblicana (dal 1946)

### Presidenti della Provincia (dal 1951)

#### Eletti dal Consiglio provinciale (1951-1995)
| Nº | Nº   | Ritratto | Nome               | Mandato        | Mandato        | Partito                                         | Elezione |
| Nº | Nº   | Ritratto | Nome               | Inizio         | Fine           | Partito                                         | Elezione |
| -- | ---- | -------- | ------------------ | -------------- | -------------- | ----------------------------------------------- | -------- |
| 1  |      |          | Giorgio Stoppa     | 1951           | 1956           | Partito Comunista Italiano                      | 1951     |
| 2  |      |          | Guido Torrigiani   | 1956           | 1960           | Partito Socialista Italiano                     | 1956     |
| 2  | 1960 | 1964     | Guido Torrigiani   | 1960           |                | Partito Socialista Italiano                     |          |
| 3  |      |          | Silvano Filippelli | 1964           | 1970           | Partito Comunista Italiano                      | 1964     |
| 4  |      |          | Valdo Del Lucchese | 1970           | 1972           | Partito Socialista Italiano di Unità Proletaria | 1970     |
| 5  |      |          | Alì Nannipieri     | 1972           | 1975           | Partito Comunista Italiano                      | 1970     |
| 6  |      |          | Fernando Barbiero  | 1975           | 1980           | Partito Socialista Italiano                     | 1975     |
| 7  |      |          | Emanuele Cocchella | 1980           | 1985           | Partito Comunista Italiano                      | 1980     |
| 8  |      |          | Fabio Baldassarri  | 26 giugno 1985 | 23 giugno 1990 | Partito Comunista Italiano                      | 1985     |
| 9  |      |          | Iginio Marianelli  | 23 giugno 1990 | 20 aprile 1994 | Partito Socialista Italiano                     | 1990     |
| 10 |      |          | Claudio Frontera   | 27 aprile 1994 | 24 aprile 1995 | Partito Democratico della Sinistra              | 1990     |

#### Eletti direttamente dai cittadini (1995-2014)
| Nº | Ritratto       | Ritratto        | Nome             | Mandato                       | Mandato        | Partito                                                    | Coalizione                   | Elezione |
| Nº | Ritratto       | Ritratto        | Nome             | Inizio                        | Fine           | Partito                                                    | Coalizione                   | Elezione |
| -- | -------------- | --------------- | ---------------- | ----------------------------- | -------------- | ---------------------------------------------------------- | ---------------------------- | -------- |
| 10 |                |                 | Claudio Frontera | 24 aprile 1995                | 14 giugno 1999 | Partito Democratico della Sinistra Democratici di Sinistra | PDS-PPI-PdD-FdV-PRI          | 1995     |
| 10 | 14 giugno 1999 | 14 giugno 2004  | Claudio Frontera | L'Ulivo (DS-PPI-Dem-PdCI-FdV) | 1999           | Partito Democratico della Sinistra Democratici di Sinistra |                              |          |
| 11 |                |                 | Giorgio Kutufà   | 14 giugno 2004                | 8 giugno 2009  | La Margherita Partito Democratico                          | L'Ulivo (DS-DL-PdCI-FdV-SDI) | 2004     |
| 11 | 8 giugno 2009  | 14 ottobre 2014 | Giorgio Kutufà   | PD-IdV-SEL                    | 2009           | La Margherita Partito Democratico                          |                              |          |

#### Eletti dai sindaci e consiglieri della provincia (dal 2014)
| Nº | Nº | Ritratto | Nome               | Mandato          | Mandato          | Partito                         | Elezione |
| Nº | Nº | Ritratto | Nome               | Inizio           | Fine             | Partito                         | Elezione |
| -- | -- | -------- | ------------------ | ---------------- | ---------------- | ------------------------------- | -------- |
| 12 |    |          | Alessandro Franchi | 14 ottobre 2014  | 30 ottobre 2018  | Partito Democratico             | 2014     |
| 13 |    |          | Maria Ida Bessi    | 30 ottobre 2018  | 26 novembre 2022 | Indipendente di centro-sinistra | 2018     |
| 14 |    |          | Sandra Scarpellini | 26 novembre 2022 | in carica        | Partito Democratico             | 2022     |